# کوه کمر (نیم‌ور)

نمایی از شهر ‌نیم‌ور از بالای کوه کمر

کمر نام کوهی است که در حدود حدود ۱۵۰ متری شمال شهر نیم‌ور قرار دارد و به آن «پا کمر» نیز می‌گویند.
این عارضه طبیعی که جهت آن شرقی غربی است در حدود ۱۷۰۰ متر بلندی از سطح دریا دارد و از بالای آن علاوه بر دشت نیم‌ور و رودخانهٔ لعل بار، شهر نیم‌ور و حتی روستاهای اطراف را نیز به خوبی می‌توان مشاهده کرد.
بر روی این تپه، چاهی به ابعاد ۲ در ۲ و نیم متر با عمق ۴ متر مشاهده می‌شود که به آن سیاه چال می‌گویند. به نظر می‌رسد که این چاه در سال‌های اخیر و احتمالاً به منظور یافتن عتیقه حفر شده باشد، اما یافتن این نقطه خاکی، که بر خلاف بقیه نقاط تپه که جنس آن از سنگ است، خود یک معما است که شاید بی‌ربط به افسانه‌ای که معتقد است راه مخفی قلعه‌های نیم‌ور بوده نباشد.
مرتضی فرهادی مردم‌شناس درباره این کوه نوشته است: «بخش‌های پایینی نشان می‌دهد که با دیواره نازکی از سنگ و ساروج، دیوار طبیعی چاه را پوشانده‌اند. این کار احتمالاً به خاطر عایق‌کاری و جلوگیری از نفوذ آب از شکاف‌ها و درزهای طبیعی این تپه بوده‌است. به همین دلیل ممکن است این محل به خاطر ذخیرهٔ آب یا برف احداث شده باشد. در این صورت این چاه در میان بنایی دفاعی یا دیده‌بانی یا مذهبی قرار داشته‌است. نگاه از روی کمر نیم‌ور نشان می‌دهد که احتمالاً پیش از برپایی نیم‌ور از زمان ساسانیان در قلعهٔ جمشیدی، آبادی کهنسال‌تری (پیش از ساسانی) در شمال این کمر وجود داشته‌است که نیاز به بررسی و کاوش‌های باستان‌شناسی دارد.»